# 谢奥布尔
谢奥布尔（Sheopur），是印度中央邦谢奥布尔县的一个城镇。总人口55026（2001年）。

## 人口
该地2001年总人口55026人，其中男性29023人，女性26003人；0—6岁人口9561人，其中男5058人，女4503人；识字率56.56%，其中男性为65.80%，女性为46.24%。